# Volker Krey
Volker Krey (* 9. Juli 1940 in Stade; † 15. März 2023) war ein deutscher Rechtswissenschaftler.

## Werdegang
Krey studierte in Hamburg, Tübingen und Bonn und wurde 1969 bei Günter Warda an der Universität Bochum promoviert. 1972 wurde Krey Assistenzprofessor an der Freien Universität Berlin, 1974 C3-Professor und Wissenschaftlicher Rat an der Universität Bielefeld. 1975 wurde er als einer der Gründungsprofessoren des Fachbereichs Rechtswissenschaft an der Universität Trier zum C4-Professor für Strafrecht, Strafprozessrecht und Methodenlehre der Rechtswissenschaft ernannt. Von 1978 bis 1998 war Krey zudem Richter am 1. Strafsenat des Oberlandesgerichts Koblenz. Zum Ende des Sommersemesters 2008 wurde Krey emeritiert, seine Nachfolgerin wurde Brigitte Kelker. Krey blieb aber in der Lehre aktiv.

## Wissenschaftliche Ausrichtung
Volker Krey beschäftigte sich mit allen Aspekten des Strafrechts und des Strafprozessrechts sowie der juristischen Methodenlehre. Auch Fragen der Strafrechtsgeschichte haben ihn immer wieder beschäftigt. Seine Lehrbücher zum Allgemeinen und Besonderen Teil des Strafrechts und zum Strafprozessrecht sind weit verbreitet. Von seinen Lehrbüchern zum allgemeinen Teil des Strafrechts und zum Strafverfahrensrecht gibt es auch englische Fassungen, die Krey selbst übersetzt hat.

## Werke (Auswahl)
- Zum innerdeutschen Strafanwendungsrecht de lege lata und de lege ferenda. Zugleich ein Beitrag zur Frage der Strafbarkeit des Schusswaffengebrauchs an der Zonen- und Sektorengrenze, Hamburg 1969 (Dissertation).
- Studien zum Gesetzesvorbehalt im Strafrecht. Eine Einführung in die Problematik des Analogieverbots, Berlin 1977, ISBN 3428039467
- Keine Strafe ohne Gesetz. Einführung in die Dogmengeschichte des Satzes „nullum crimen, nulla poena sine lege“, Berlin 1983,  ISBN 3110097508
- Financial crisis and German criminal law, 2009
- Strafrecht. Besonderer Teil (Band 1 seit der 13. Auflage 2005 gemeinsam mit Manfred Heinrich; Band 2 seit der 13. Auflage 2002 fortgeführt von Uwe Hellmann)
  - Bd. 1: Nichtvermögensdelikte, 14. Auflage 2008, ISBN 9783170206892
  - Bd. 2: Vermögensdelikte, 15. Auflage 2008, ISBN 9783170207479
- Deutsches Strafrecht. Allgemeiner Teil (seit der 4. Auflage 2011 als einbändiges Werk fortgeführt von Robert Esser)
  - Bd. 1, 3. Auflage, 2008, ISBN 9783170204737
  - Bd. 2, 3. Auflage, 2008, ISBN 9783170206854
- Deutsches Strafrecht. Allgemeiner Teil (Deutsch und Englisch)
  - Bd. 1, 2002, ISBN 9783170207479
  - Bd. 2, 2003, ISBN 9783170182431
- Deutsches Strafverfahrensrecht
  - Bd. 1, 2006, ISBN 9783170184084
  - Bd. 2, 2007, ISBN 9783170195134
- German Criminal Procedure Law
  - Vol. 1, 2009, ISBN 9783170184091